# كورت ويلزل
كورت ويلزل (بالألمانية: Kurt Welzl) مواليد 6 نوفمبر 1954 في فيينا، هو لاعب كرة قدم نمساوي سابق كان يلعب كمهاجم. سبق له أن لعب في كأس العالم لكرة القدم مع منتخب بلاده.

## المسيرة الاحترافية

### أندية لعب لها
- نادي فينر
- واكر انسبروك
- إي زد ألكمار
- نادي فالنسيا
- نادي غينت
- نادي أولمبياكوس
- سواروفسكي تيرول

## روابط خارجية
- كورت ويلزل على موقع الاتحاد الأوربي (الإنجليزية)
- كورت ويلزل على موقع قاعدة بيانات كرة القدم.إي يو (الإنجليزية)
- كورت ويلزل على موقع ناشيونال فوتبول تيمز (الإنجليزية)
- كورت ويلزل على موقع عالم كرة القدم.نت (الإنجليزية)